# Foxboro, Wisconsin
Foxboro är ett kommunfritt samhälle i Douglas County i Wisconsin i USA. County Road B är huvudvägen dit.  Wisconsin Highway 35 är närliggande.

### Fotnoter
1. ↑  Rand McNally.  The Road Atlas '07. Chicago: Rand McNally, 2007, Wisconsin entry.